# (33469) 1999 FL36
1999 FL36 (asteroide 33469) é um asteroide da cintura principal. Possui uma excentricidade de 0.03682580 e uma inclinação de 10.52633º.
Este asteroide foi descoberto no dia 20 de março de 1999 por LINEAR em Socorro.